# Шанън Уокър
Шанън Уокър (на английски: Shannon Walker) e американска астронавтка, участник в един космически полет и дълговременен престой на МКС по време на Експедиция 25.

## Образование
Шанън Уокър завършва колежа Westbury High School  в Хюстън, Тексас през 1983 г. През 1987 г. завършва Университета „Райс“ в Хюстън, Тексас с бакалавърска степен по физика. През 1992 г. получава магистърска степен по физика, а през 1993 г. става доктор по същата специалност в същото висше учебно заведение.

## Служба в НАСА
Шанън Уокър работи в НАСА от 1987 г. До 1989 г. е полетен контрольор на мисиите на космическата совалка. От 1990 до 1993 г. напуска НАСА поради желанието си за научна кариера. През 1995 г., вече доктор по физика се завръща на работа в агенцията и е назначена за консултант по конструирането на МКС. От 1999 до края на 2000 г. е на работа на разменни начала в Москва, Русия. Четири пъти кандидатства за астронавт и достига до последния етап на селекциите на Група НАСА-15 (1994), 16 (1996), 17 (1998) и 18 (2000). При петия си опит е избрана за астронавт от НАСА на 6 май 2004 г., Астронавтска група №19. Първото си назначение получава през 2007 г., когато е включена в дублиращия екипаж на космическия кораб Союз ТМА-16. Взема участие в един космически полет и има в актива си дълговременен престой в космоса по време на Експедиция 25 на МКС.

## Полет
Шанън Уокър лети в космоса като член на екипажа на една мисия:
| Космически полет на Шанън Уокър                           | Космически полет на Шанън Уокър | Космически полет на Шанън Уокър   | Космически полет на Шанън Уокър | Космически полет на Шанън Уокър | Космически полет на Шанън Уокър | Космически полет на Шанън Уокър |
| №                                                         | Дата                            | КК                                | Емблема на мисията              | Функции                         | Продължителност                 |                                 |
| --------------------------------------------------------- | ------------------------------- | --------------------------------- | ------------------------------- | ------------------------------- | ------------------------------- | ------------------------------- |
| 1                                                         | 15 юни 2010                     | Союз ТМА-19, Експедиция 25 на МКС |                                 | Бордови инженер                 | 163 денонощия 07 часа 11 минути |                                 |
| Сумарно време в космоса – 163 денонощия 07 часа 11 минути |                                 |                                   |                                 |                                 |                                 |                                 |